# Списък на херцозите и принцовете на Беневенто
Това е списък на херцозите и принцовете на Беневенто в Херцогство Беневенто.
(на латински: Ducato di Benevento) със столица Беневенто в регион Кампания, съществувало от времето на лангобардите в Италия от 6 до 11 век.

## Херцози на Беневенто
- 571–591 Зото
- 591–641 Аричис I
- 641–646 Айо I
- 646–651 Радуалд (крал на лангобардите 652-659)
- 651–662 Гримоалд I (крал на лангобардите 662-671)
- 662–677 Ромоалд I
- 677–680 Гримоалд II
- 680–706 Гизулф I
- 706–732 Ромоалд II
- 732–733 Аделайз
- 733–740 Григорий
- 740–743 Годескалк
- 743–749 Гизулф II
- 749–758 Лиутпранд
- 758–774 Аричис II (крал 774)

## Принцове на Беневенто
Също принцове на Капуа от 900 до 981 г.
- 774–787 Аричис II
- 787–806 Гримоалд III
- 806–817 Гримоалд IV
- 817–832 Сико I
- 832–839 Сикард
- 839–851 Раделчис I
- 851–854 Раделгар
- 854–878 Аделчис
- 878–881 Вайфер
- 881–884 Раделчис II
- 884–890 Аиулф II
- 890–891 Орсо
- 891-895 към Византия.
- 895–897 Гуидо, херцог на Сполето (895 – 898), †898
  - 897 Петър (епископ на Беневенто) и регент
- 897–900 Раделчис II
- 900–910 Атенулф I
  - 901–910 Ландулф I, ко-крал
- 910–943 Ландулф I, ко-крал от 901
  - 911–940 Атенулф II, ко-крал
    - 940 Ландулф, ко-крал

  - 940–943 Ландулф II, ко-крал (от 939)
  - 933–943 Атенулф III, ко-крал
- 943–961 Ландулф II, ко-крал от 940
  - 943–961 Пандулф I Ironhead, ко-крал
  - 959–961 Ландулф III, ко-крал
- 961–968 Ландулф III, ко-крал
- 961–981 Пандулф I Ironhead, ко-крал, херцог на Сполето (967 – 981)
  - 968–981 Ландулф IV, ко-крал
- 981–1014 Пандулф II
  - 987–1014 Ландулф V, ко-крал
- 1014–1033 Ландулф V, ко-крал от 987
  - 1012–1033 Пандулф III, ко-крал
- 1033–1050 Пандулф III, ко-крал от 1012
  - 1038–1050 Ландулф VI, ко-крал

## Принцове на Беневенто приПапитеСюзерен
- 1053–1054 Рудолф, ректор
- 1054–1059 Пандулф III
- 1054–1077 Ландулф VI, ко-крал от 1038
- 1056–1074 Пандулф IV

## Нормански принцове на Беневенто
- 1078–1081 Робер Гискар

## Принцове на Беневенто приНаполеон
- 1806-1815 Шарл Морис дьо Талейран